# Steve Merrill
Stephen Everett "Steve" Merrill, född 21 juni 1946 i Norwich i Connecticut, död 5 september 2020 i Manchester i New Hampshire, var en amerikansk politiker (republikan). Han var New Hampshires guvernör 1993–1997.
Merrill efterträdde 1993 Judd Gregg som guvernör och efterträddes 1997 av Jeanne Shaheen.